# Konrad Duden
Konrad Alexander Friedrich Duden (Lackhausen, Wesel, 3 de enero de 1829 – Sonnenberg-Wiesbaden, 1 de agosto de 1911) fue un profesor de secundaria prusiano-alemán que adquirió notoriedad como filólogo y, sobre todo, como lexicógrafo. Creó el diccionario ortográfico de la lengua alemana que lleva su nombre, el Duden, y con ello influyó notablemente en el desarrollo de una ortografía normalizada en el mundo germanófono a finales del siglo XIX.

## Biografía

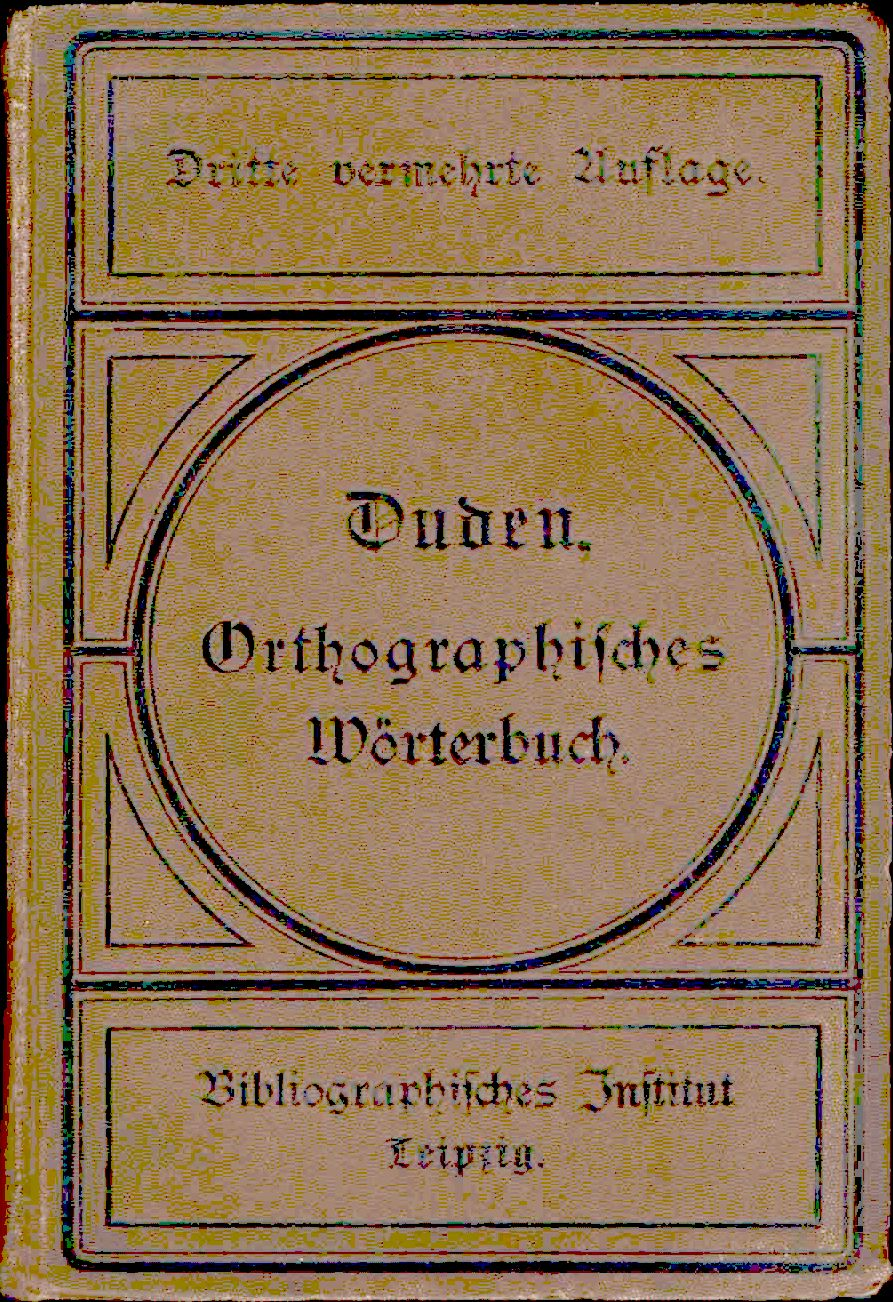
La 3.ª edición del Duden (1887)

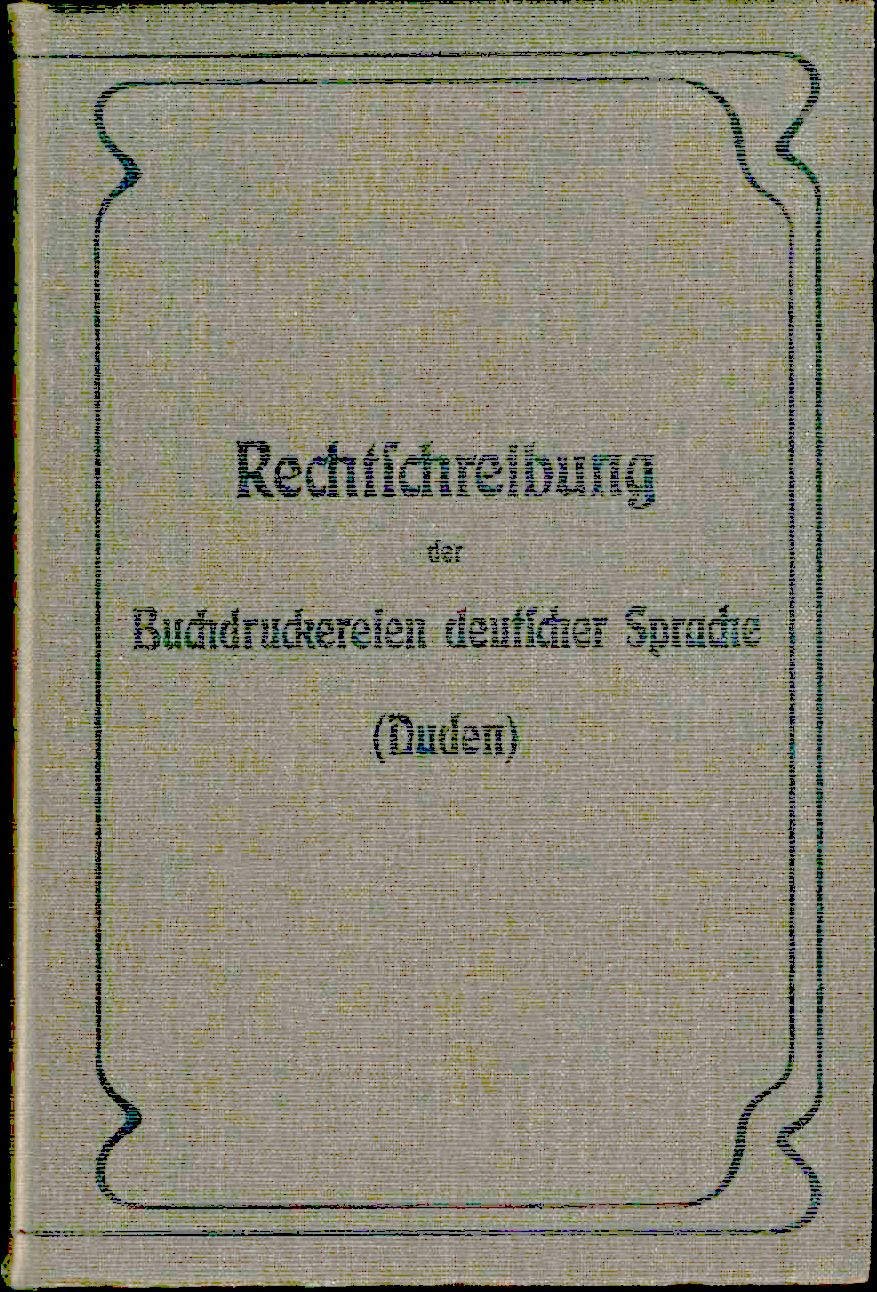
El Buchdruckerduden ("Duden de los impresores", 1903)

Konrad Duden era el segundo hijo del terrateniente, licorero y funcionario ferroviario Johann Konrad Duden y de su esposa Julia Charlotte, de soltera Monjé. Fue bautizado el 21 de enero de 1829 en la iglesia protestante de Mathena, en Wesel, y pasó sus primeros años en Lackhausen. En 1833 la familia se trasladó a la ciudad vieja de Wesel. En 1846, tras concluir el bachillerato en el Gymnasium de la ciudad, que más tarde llevaría su propio nombre (Konrad-Duden-Gymnasium), estudió historia, literatura alemana y filología clásica en la Universidad de Bonn.
Al cabo de dos años abandonó sus estudios —presumiblemente por motivos económicos— y ejerció de profesor particular en Fráncfort del Meno para ganarse la vida. De 1848 a 1854 trabajó como tutor privado para la familia del senador Eduard Franz Souchay.  Durante este periodo realizó numerosos viajes de estudios al Reino Unido y a la Suiza francófona.
En 1854 se presentó a los exámenes estatales de la Universidad de Bonn con una dispensa especial, que le había eximido de concluir sus estudios gracias a que había estado trabajando como tutor particular, y obtuvo la habilitación docente para impartir las materias de latín, griego, francés y alemán. Aquel mismo año presentó in absentia su tesis doctoral sobre la Antígona de Sófocles (De Sophoclis Antigona) en la Facultad de Filosofía de la Universidad de Marburgo. En 1854 interrumpió su período de prácticas en el Archigymnasium de Soest por haber aceptado un trabajo de profesor particular en Génova (Italia). En 1859 regresó a Alemania, donde primero fue profesor y luego director del Archigymnasium de Soest.
En 1861 se casó en Mesina con Adeline Jakob, hija del cónsul alemán, a la que había conocido allí en 1854. De este matrimonio nacieron seis hijos que superaron la infancia, entre ellos el químico Paul Duden (1868-1954). Entre sus nietos figuran Konrad Duden (1907-1979), abogado y profesor de Derecho, y Lilo Milchsack (1905-1992), una de las fundadoras de la Sociedad Anglo-Alemana.
En 1869 fue nombrado director del Gymnasium Rutheneum de Schleiz (Principado de Reuss, línea menor). En esta pequeña ciudad, situada en la confluencia lingüística del fráncico oriental, el turingio y el alto sajón, se encontró con alumnos que, en función de su dialecto, presentaban diversas dificultades con la ortografía alemana. Esto llevó a Duden a elaborar una ortografía normalizada y simplificada que fuera accesible a todos los jóvenes alemanes, con independencia de su origen geográfico.
De 1876 a 1905 fue director del Königliche Gymnasium de Hersfeld, ciudad en la que en 1880 publicó la que es considerada su obra maestra: el Vollständiges Orthographisches Wörterbuch der deutschen Sprache ("Diccionario ortográfico completo de la lengua alemana").
Duden se jubiló en 1905 y se instaló en Sonnenberg, cerca de Wiesbaden (provincia de Hesse-Nassau). Allí murió en agosto de 1911, y de acuerdo con su voluntad, fue enterrado en la tumba familiar de Bad Hersfeld.

## La unificación de la ortografía alemana
Duden abogó toda su vida por la unificación de la ortografía alemana. En 1871, en el anuario del Gymnasium de Schleiz, publicó sus primeras reglas ortográficas acompañadas de unas breves explicaciones con el título Zur deutschen Rechtschreibung ("De la ortografía alemana"). En esencia, recomendaba un principio fonético: "escribe como hablas" (Schreibe, wie Du sprichst). Este artículo, que estaba dirigido a los alumnos de su instituto, suscitó de inmediato un gran interés entre los gramáticos alemanes, y al año siguiente la editorial B. G. Teubner de Leipzig lo publicó bajo el título Die deutsche Rechtschreibung ("La ortografía alemana"), con un apéndice que contenía una lista de palabras problemáticas. Este ensayo, conocido posteriormente como Schleizer Duden ("Duden de Schleiz"), fue una importante fuente de inspiración para el debate ortográfico en Alemania y sentó las bases para diccionarios posteriores. 
En 1876, su autor fue invitado a la primera conferencia sobre el "establecimiento de una mayor unidad de la ortografía alemana" ("Zur Herstellung größerer Einigung in der deutschen Rechtschreibung"), que fracasó debido a las objeciones del canciller Otto von Bismarck.
El Vollständiges Orthographisches Wörterbuch der deutschen Sprache ("Diccionario ortográfico completo de la lengua alemana"), publicado el 7 de julio de 1880 por el Bibliographisches Institut, fue el primer léxico que publicó Duden y contenía una lista de unos 27.000 lemas en 187 páginas. Molesto por el éxito del libro, Bismarck promulgó un decreto por el que se prohibía el uso en la administración de la ortografía que se enseñaba en las escuelas prusianas. No fue hasta 1901 cuando, en una nueva conferencia ortográfica celebrada en Berlín, en la que también participó Duden, los representantes de los estados federados alemanes y de Austria-Hungría decidieron adoptar una ortografía unificada basada en el diccionario de Duden. En 1902, una ley aprobada por el Bundesrat estableció la obligatoriedad de adoptar las reglas ortográficas de Duden en todos los estados federados del Imperio Alemán, iniciativa a la que también se sumaron Austria-Hungría y Suiza. A partir de entonces se popularizó la expresión "¡Búscalo en el Duden!" (Schlag im Duden nach!) en caso de dudas sobre la ortografía alemana. En 2017, el Duden alcanzó su 27.ª edición, con unos 145.000 lemas.
Cada año se conceden dos premios con el nombre de Konrad Duden: uno se otorga a germanistas y el otro a periodistas.

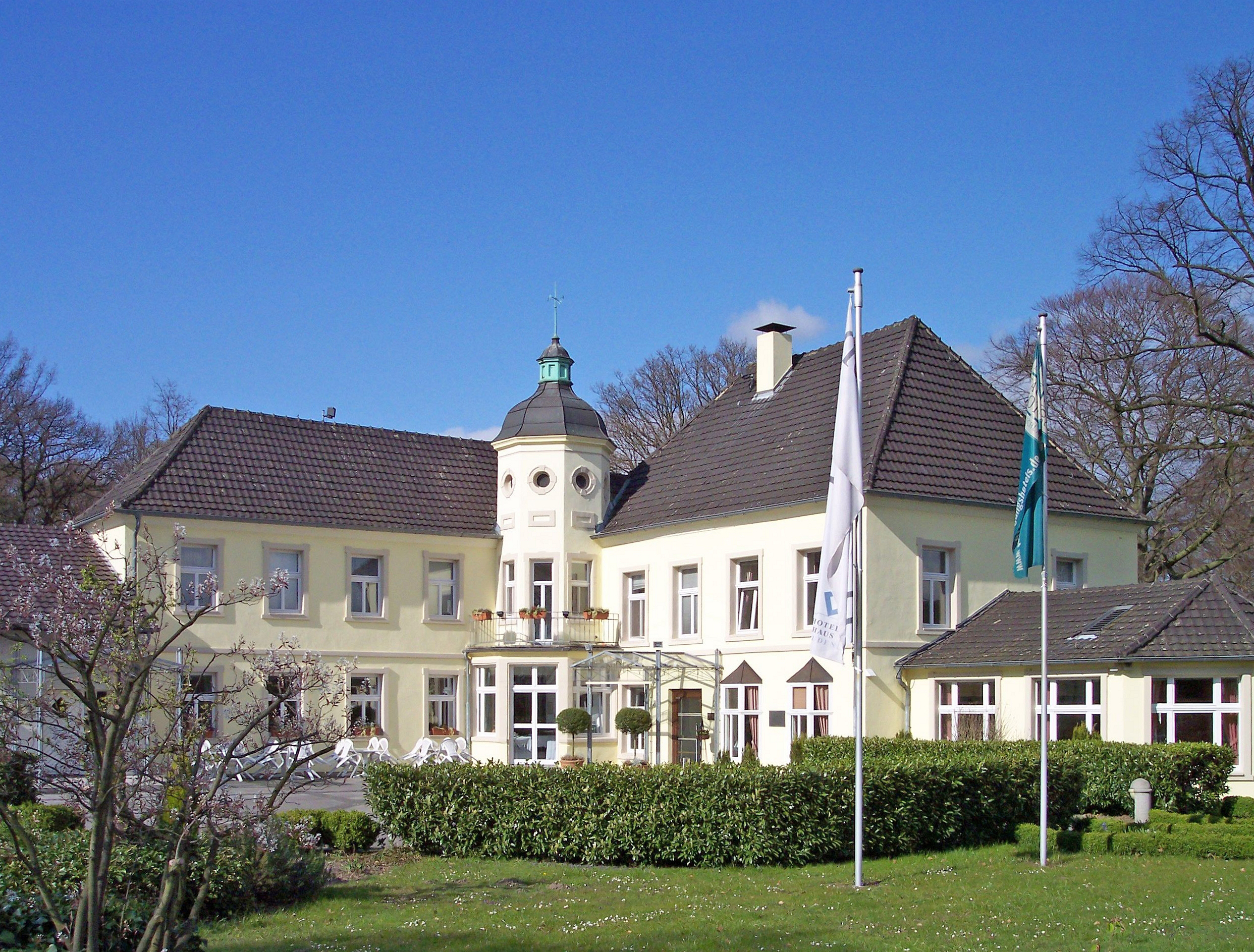
La finca Bossigt (Wesel), donde nació Duden
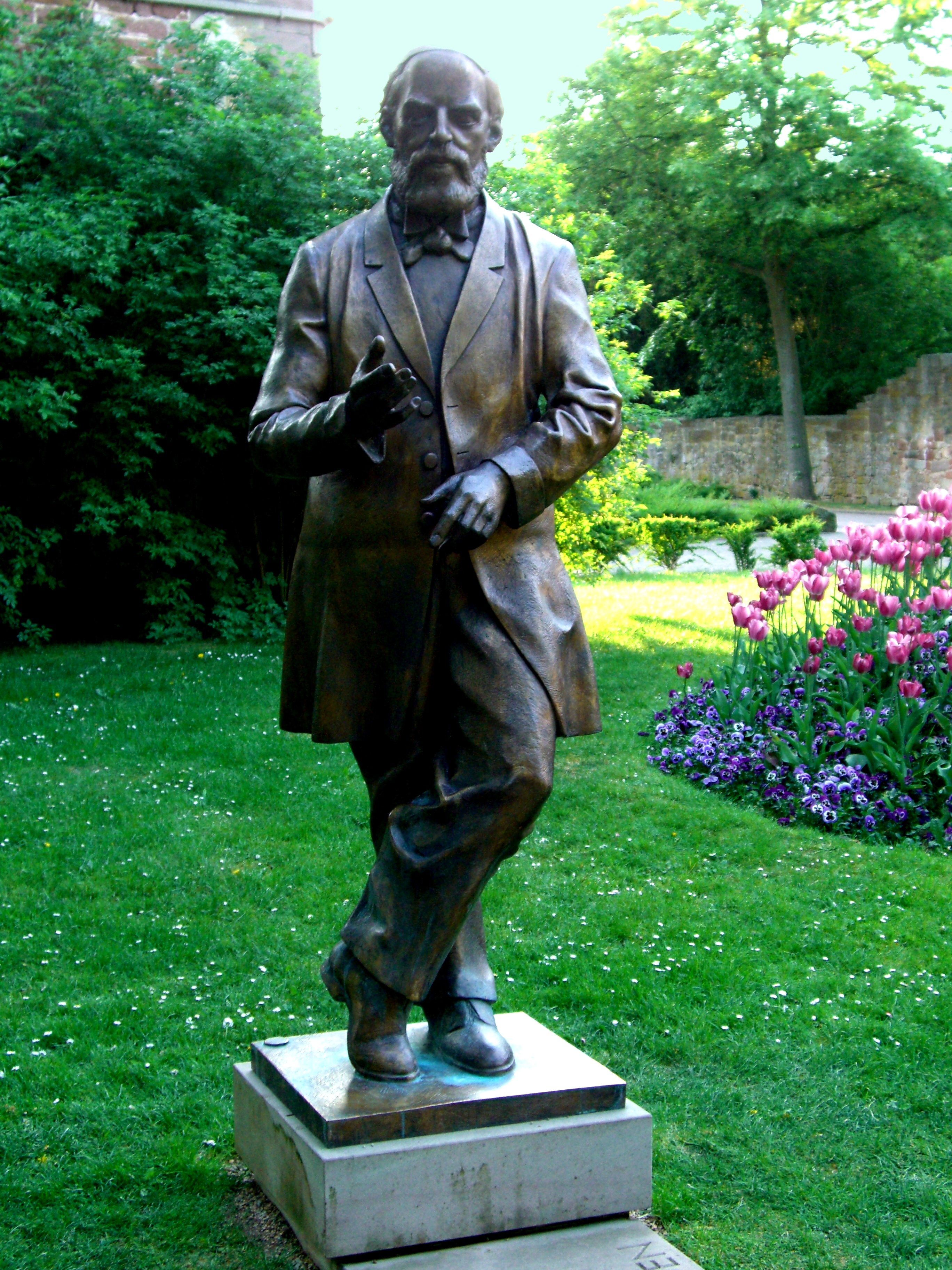
Estatua de Konrad Duden cerca de la catedral de Bad Hersfeld
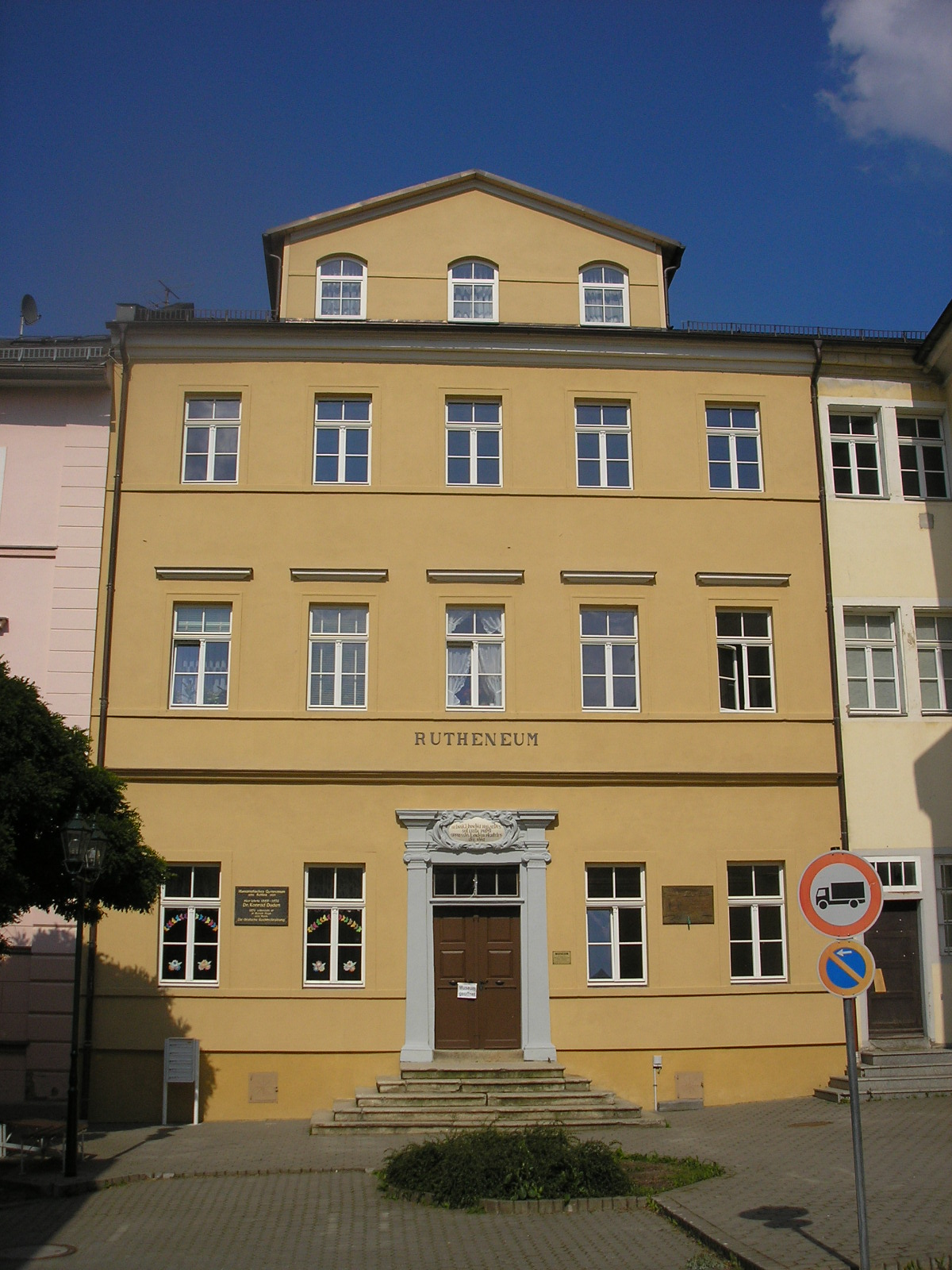
El Museo Duden en el Rutheneum de Schleiz
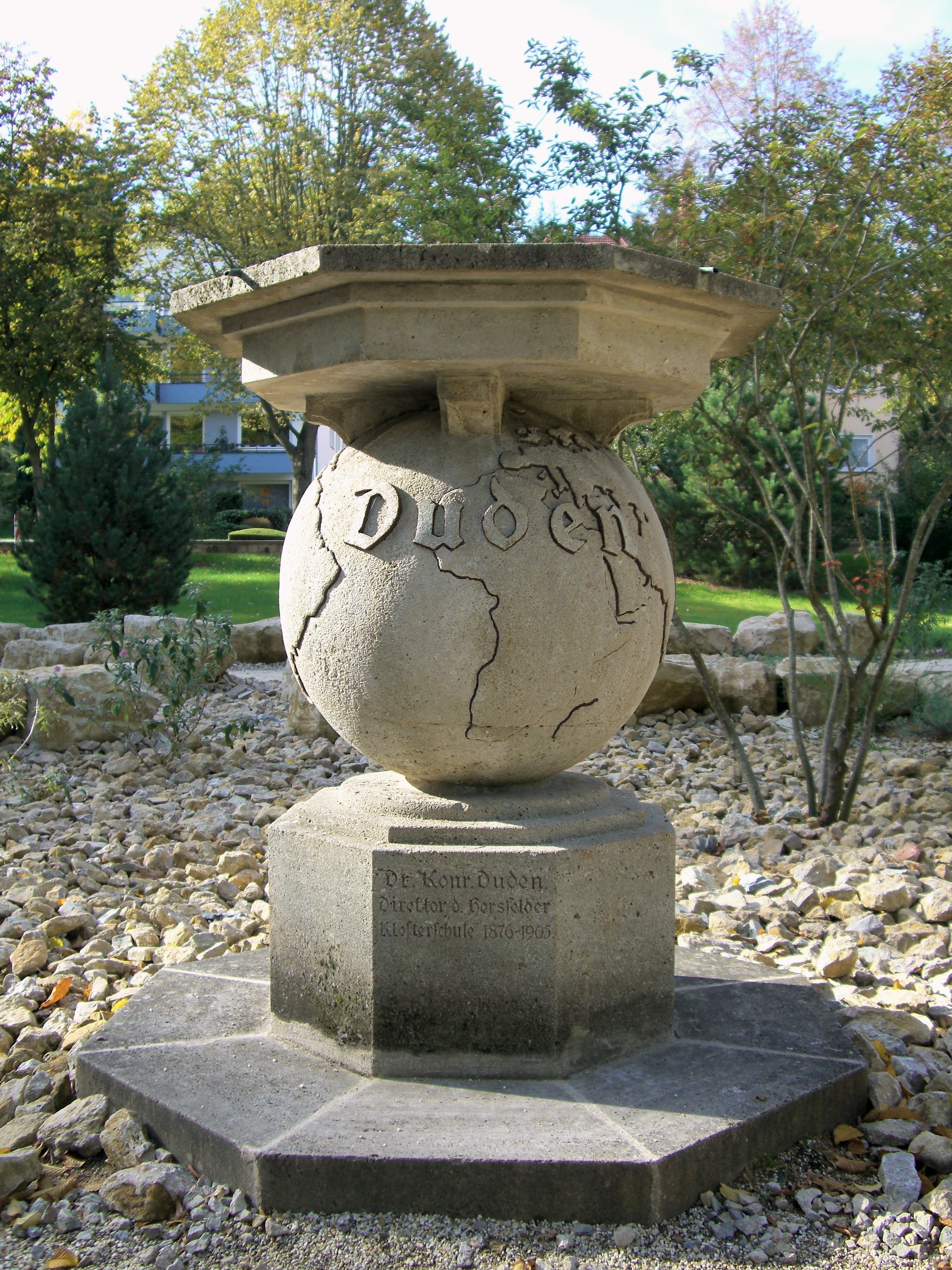
Homenaje al diccionario de Duden en el jardín público de Bad Hersfeld
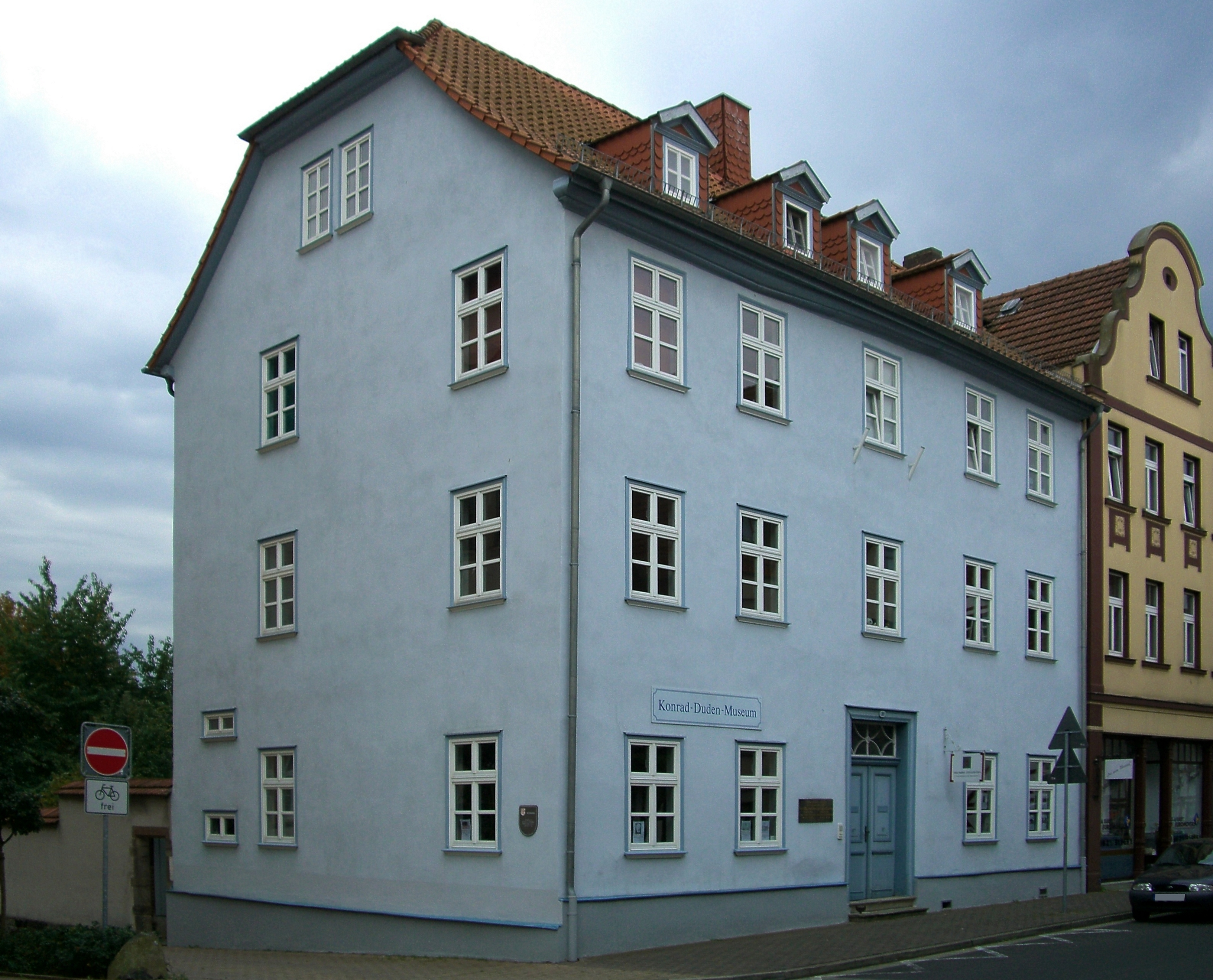
La casa de Bad Hersfeld donde Duden vivió desde 1876 hasta 1905
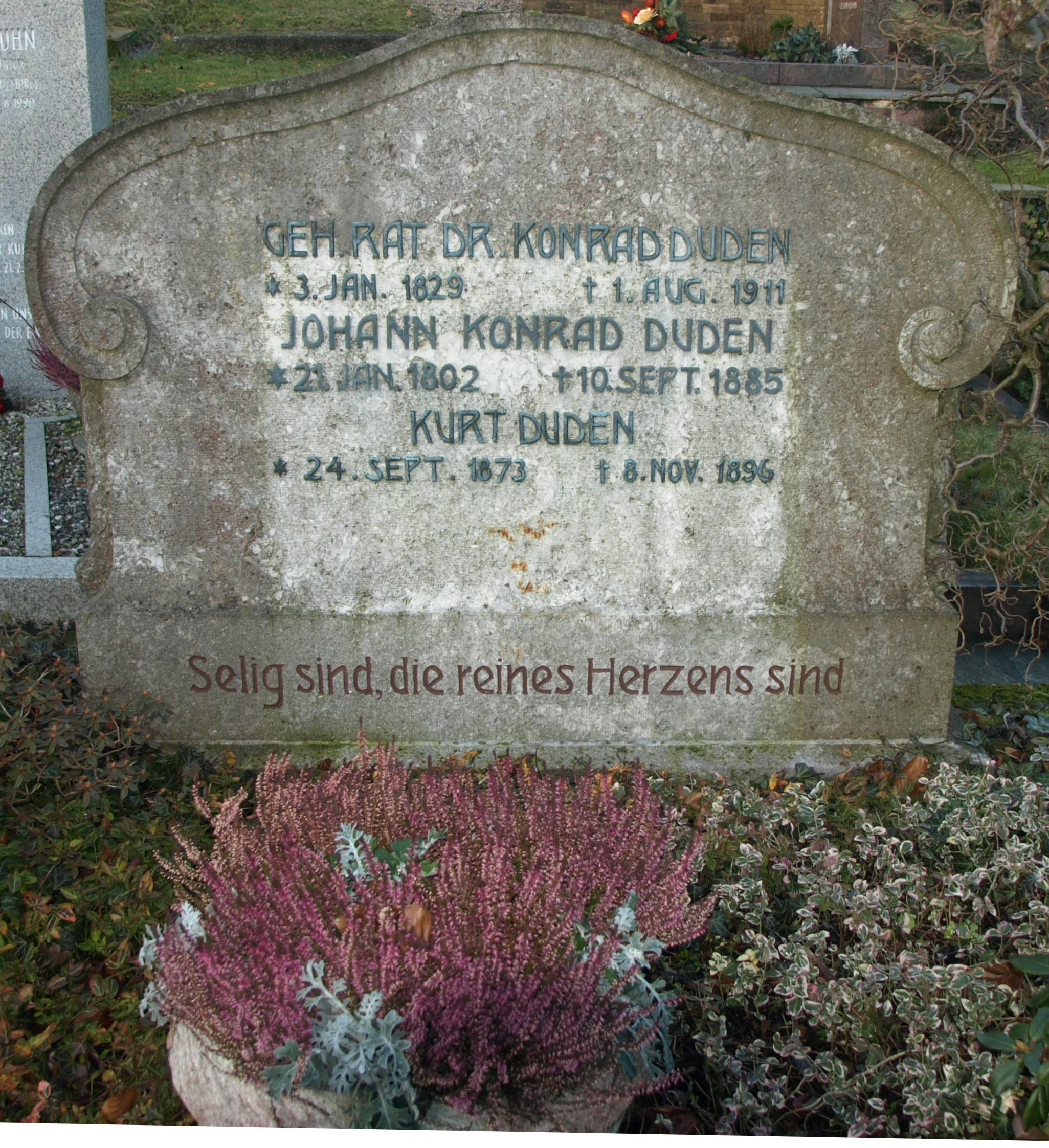
Lápida de Konrad Duden
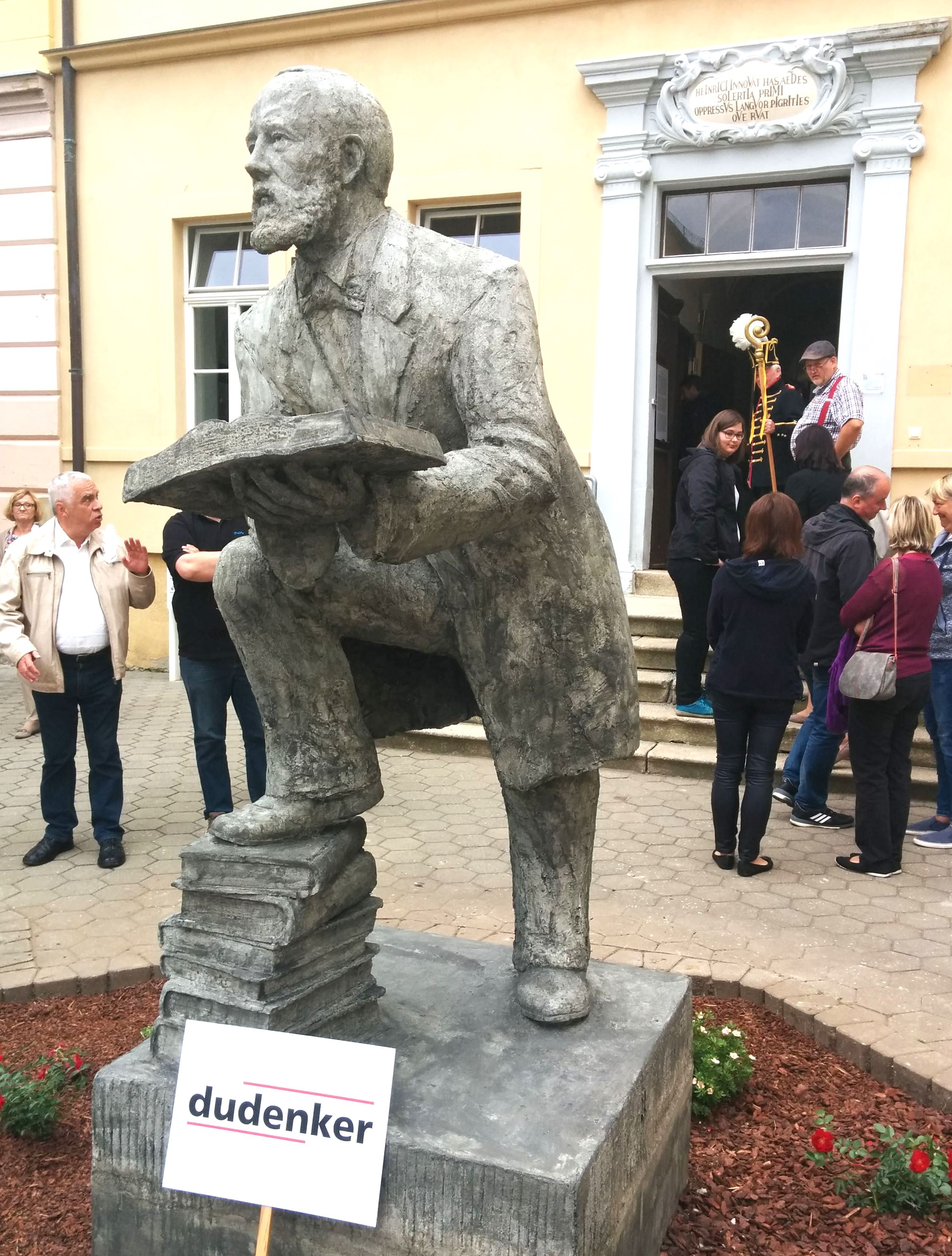
Estatua de Konrad Duden frente al Rutheneum de Schleiz

## Obras
- Die deutsche Rechtschreibung. Abhandlung, Regeln und Wörterverzeichniß mit etymologischen Angaben. Für die oberen Klassen höherer Lehranstalten und zur Selbstbelehrung für Gebildete. Verlag B. G. Teubner, Leipzig 1872 (el denominado "Schleizer Duden" o "Duden de Schleiz").
- Anleitung zur Rechtschreibung. 2ª edición 1878.
- Vollständiges Orthographisches Wörterbuch der deutschen Sprache, nach den neuen preußischen und bayerischen Regeln. Verlag des Bibliographischen Instituts, Leipzig 1880. Faksimile: Bibliographisches Institut, Mannheim 1980.
- Orthographischer Wegweiser für das praktische Leben. Verzeichnis sämtlicher deutschen und der meisten Fremdwörter, zahlreicher Eigennamen aus der Geographie und Geschichte, sowie vieler Personennamen der Gegenwart, in einheitlicher Schreibung. Verlag des Bibliographischen Instituts, Leipzig 1881.
- Vollständiges Orthographisches Wörterbuch für die Schule. Nach den amtlichen Regeln der neuen Orthographie. Verlag des Bibliographischen Instituts, Leipzig 1882.
- Etymologie der neuhochdeutschen Sprache. 1893.
- Orthographisches Wörterverzeichnis. Reihe Meyers Volksbücher. Bibliographisches Institut, Leipzig y Viena [1902].
- Rechtschreibung der Buchdruckereien deutscher Sprache. Leipzig / Viena 1903 (también conocido como "Buchdruckerduden" o "Duden de los impresores").